# David Theander
David Bror Theander (ur. 19 marca 1892 w Sztokholmie, zm. 18 lipca 1985 w Odensbacken) – szwedzki pływak, uczestnik Letnich Igrzysk 1912 w Sztokholmie.
Na igrzyskach w 1912 roku wystartował na 400 metrów stylem dowolnym, lecz nie ukończył swojego wyścigu eliminacyjnego.